# Eagle Eye Mysteries
 (août 2017).
Si vous disposez d'ouvrages ou d'articles de référence ou si vous connaissez des sites web de qualité traitant du thème abordé ici, merci de compléter l'article en donnant les références utiles à sa vérifiabilité et en les liant à la section « Notes et références ».
Eagle Eye Mysteries est un jeu vidéo d'aventure et de réflexion de type logiciel ludo-éducatif sous MS-DOS et sur Macintosh. Il est développé par Stormfront Studios et publié par Electronic Arts sous la marque EA*Kids. Sorti en 1993, il propose au joueur d'incarner un détective choisi parmi les jumeaux Jake et Jennifer Eagle qui forment ensemble l'agence de détective Eagle Eye.
En 1994 sort une suite, toujours développé par Stormfront Studios sous MS-DOS et sur Macintosh : Eagle Eye Mysteries in London.

## Système de jeu
La progression dans chaque affaire proposée à l'agence Eagle Eye s'effectue à travers la résolution de petites énigmes, la lecture et l'écriture.
Eagle Eye Mysteries se déroule dans la ville natale fictive de Jake et Jennifer Eagle : Richview. Les affaires sont toujours locales et généralement tournent autour de la recherche de quelque chose qui a disparu ou d'un criminel. Le centre de l'agence de détective Eagle Eye est une maison construite dans un arbre : l’Eagle's Nest, situé dans le jardin derrière la maison des Eagle.
Le jeu offre des voix digitales : Jennifer est doublée par Lauren Bloom et Jake est doublé par Evan Enright-Schulz.